# A Pantera Cor-de-rosa 2
The Pink Panther 2 (prt/bra: A Pantera Cor-de-rosa 2) é um filme estadunidense de 2009, do gênero comédia, dirigido por Harald Zwart. É o 11º filme da série A Pantera Cor-de-Rosa e a sequência do filme de 2006, também estrelado por Steve Martin, Jean Reno e Emily Mortimer. Estreou nos EUA em 6 de fevereiro de 2009 e no Brasil em 20 de fevereiro de 2009. O longa conta também com as atuações de Alfred Molina, Andy Garcia, Aishwarya Rai Bachchan, Yuki Matsuzaki e Lily Tomlin. John Cleese substituiu Kevin Kline no papel do Inspetor-Chefe Dreyfus.

## Enredo
O inspetor Jacques Clouseau, agora celebrado como um herói na França, é convocado para investigar uma série de roubos cometidos por um enigmático ladrão internacional conhecido como “O Tornado”. Ao lado de seu fiel parceiro Ponton, da dedicada e romântica secretária Nicole, e sob a constante desaprovação de seu superior, o irascível Inspetor-Chefe Dreyfus, Clouseau enfrenta um novo desafio que se estende por diferentes países, como Inglaterra, Itália e Japão.
Para lidar com o caso, é formada uma força-tarefa de especialistas de diferentes nações, denominada “Equipe dos Sonhos”, na qual cada membro traz habilidades únicas para a investigação. Entre eles está a deslumbrante e astuta Sonia Solandres, cuja presença provoca ciúmes em Nicole, especialmente quando a jovem secretária se vê assediada pelo charmoso investigador italiano Vicenzo, um rival à altura de Clouseau. Desde o início, as coisas não fluem bem, uma vez que o desajeitado inspetor francês não consegue “elogiar” seus novos colegas, proferindo comentários inapropriados que criam um clima de desconforto. Para melhorar suas habilidades sociais, ele é então orientado a participar de aulas de “comportamento político e social” ministradas pela Sra. Berenger, a nova governanta responsável por instruir a equipe.
A investigação torna-se ainda mais pessoal para Clouseau quando o renomado “Diamante Pantera Cor-de-Rosa”, um precioso tesouro francês, é também furtado pelo Tornado. Em busca de respostas, a “Equipe dos Sonhos” segue para a Itália, mas as constantes trapalhadas de Clouseau — inclusive envolvendo inadvertidamente o Papa — causam vergonha e irritação nos seus colegas, culminando em sua expulsão do caso. Porém, desconfiado de que algo ainda não se encaixava, Clouseau continua sua investigação por conta própria e descobre que um exame de DNA confirma a morte do Tornado. Mesmo afastado, ele segue atento aos detalhes e, enquanto trabalha como guarda de trânsito, nota que o carro de Sonia Solandres é idêntico ao veículo envolvido no sequestro do “Diamante Pantera Cor-de-Rosa”. Com as placas coincidentes, ele decide segui-la e desmascará-la.
No momento em que os detetives são homenageados durante um banquete, Clouseau interrompe a celebração para desmascarar Sonia. Em uma tentativa desesperada de fuga, ela corre pelo saguão do local, mas é rapidamente encurralada. Em um ato final de desespero, Sonia ameaça destruir o “Diamante Pantera Cor-de-Rosa” com uma arma. Clouseau, sem hesitar, ordena que atirem, e a joia acaba sendo destruída, deixando Dreyfus em completo desespero. No entanto, Clouseau, com sua perspicácia peculiar, revela que já esperava a tentativa de furto e, por isso, substituíra o diamante original por uma réplica que guardava em sua casa. Sonia tenta escapar novamente, mas Ponton, rápido como sempre, a derruba com uma bandeja de prata, resultando em sua prisão.
No desfecho, Clouseau é condecorado por sua bravura e, em uma reviravolta cômica e emocionante, se casa com a Srta. Nicole em uma cerimônia memorável — que, como era de se esperar, termina em uma série de trapalhadas hilárias.

## Elenco
| Ator / Atriz        | Personagem                               | Descrição |
| ------------------- | ---------------------------------------- | --- |
| Steve Martin        | Inspetor Jacques Clouseau                | Detetive atrapalhado e guarda de trânsito, conhecido como "Herói do Diamante Pantera Cor-de-Rosa" e membro da "Equipe dos Sonhos". |
| Jean Reno           | Gilbert Ponton                           | Assistente e melhor amigo de Clouseau                                                                                              |
| Emily Mortimer      | Nicole Durant                            | Secretária e amor de Clouseau |
| Andy Garcia         | Vicenzo Roccara Squarcialupi Brancaleone | Empresário e detetive italiano. Integrante da 'Equipe dos Sonhos'. Rival de Clouseau, pelo amor de Nicole                          |
| Alfred Molina       | Randall Pepperidge                       | Inspetor britânico e membro da "Equipe dos Sonhos"                                                                                 |
| Aishwarya Rai       | Sonia Solandres                          | Especialista em criminologia e autora de um livro sobre o Tornado. Membro da "Equipe dos Sonhos", mesmo sem ser detetive.          |
| John Cleese         | Inspetor-Chefe Charles Dreyfuss          | Chefe de Clouseau. |
| Lily Tomlin         | Yvette Berenger                          | Governanta e instrutora de boas maneiras para os funcionários do escritório.                                                       |
| Yuki Matsuzaki      | Kenji Mazuto                             | Especialista em tecnologia japonês e membro da "Equipe dos Sonhos"                                                                 |
| Johnny Hallyday     | Laurence Millikin                        | O Tornado |
| Jeremy Irons        | Alonso Avellaneda                        | O rico preceptor e suspeito de ser o Tornado                                                                                       |
| Geoffrey Palmer     | Comissário Joubert                       | |
| Molly Sims          | Marguerite Ponton                        | A esposa do Ponton |
| Yevgeni Lazarev     | O Papa                                   | Líder da Igreja Católica e chefe de Estado do Vaticano.                                                                            |
| Christiane Amanpour | A própria                                | Âncora do CNN |
| Sharon Tay          | Repórter da CNN                          | |

## Locações
The Pink Panther 2 teve locações em Paris, Boston,Bedford, Chelsea, Westwood e Winchester.

## Lançamento
The Pink Panther 2 foi lançado nos cinemas em 6 de fevereiro de 2009 pela Metro-Goldwyn-Mayer e Columbia Pictures e foi lançado em DVD e Blu-ray em 27 de julho de 2009 pelo 20th Century Fox Home Entertainment e MGM Home Entertainment.